# Skeleton-Juniorenweltmeisterschaft 2015
Die Skeleton-Juniorenweltmeisterschaft 2015 war die 13. Austragung der Skeleton-Juniorenweltmeisterschaft und fand zwischen den 9. und dem 16. Februar 2015 in Altenberg im Erzgebirge auf den DKB-Eiskanal statt. Den Damen-Wettbewerb gewann wie im Vorjahr Jacqueline Lölling den Junioren-Weltmeistertitel und ist damit nach Kathleen Lorenz (2004 und 2005) die zweite Skeletonfahrerin, welche zweimal Junioren-Weltmeisterin werden konnte und welche ihren Titel verteidigen konnte. Bei den Männern gab es einen historischen Doppelsieg. Mit Christopher Grotheer aus Deutschland und Nikita Tregubow aus Russland gab es zum ersten Mal in der Geschichte zwei Junioren-Weltmeister und keinen Silbermedaillengewinner. Während es für Nikita Tregubow der erste Titel war, konnte Christopher Grotheer nach 2013 zum zweiten Mal Juniorenweltmeister werden, was davor nur Alexander Tretjakow gelungen ist. Im Bezug auf Christopher Grotheer ist zu erwähnen, dass er fünf Jahre nach seinen Junioren-Weltmeistertitel in Altenberg auf der gleichen Bahn bei den Bob- und Skeleton-Weltmeisterschaften 2020 Weltmeister im Erwachsenenbereich werden konnte.

## Teilnehmende Nationen
| Europa (9 Nationen)                                                                                            |                                           |
| --- | ----------------------------------------- |
| \| - Deutschland - Italien - Lettland - Niederlande - Norwegen \| - Österreich - Polen - Russland - Schweiz \| |                                           |
| Amerika (1 Nation)                                                                                             |                                           |
| - Kanada |                                           |
| - Deutschland - Italien - Lettland - Niederlande - Norwegen                                                    | - Österreich - Polen - Russland - Schweiz |

## Medaillenspiegel
| Platz | Land        |   |   |   |   |
| ----- | ----------- | - | - | - | - |
| 1     | Deutschland | 2 | 1 | – | 3 |
| 2     | Russland    | 1 | – | – | 1 |
| 3     | Österreich  | – | – | 2 | 2 |
| Total | Total       | 3 | 1 | 2 | 6 |

## Medaillengewinner
| Wettbewerb | Gold                                 | Gold        | Silber    | Silber      | Bronze        | Bronze      |
| Wettbewerb | Sportler                             | Leistung    | Sportler  | Leistung    | Sportler      | Leistung    |
| ---------- | ------------------------------------ | ----------- | --------- | ----------- | ------------- | ----------- |
| Frauen     | Jacqueline Lölling                   | 1:55,82 min | Maxi Just | 1:57,88 min | Carina Mair   | 1:57,96 min |
| Männer     | Christopher Grotheer Nikita Tregubow | 1:53,27 min | –         | –           | Raphael Maier | 1:53,42 min |